# PGA Benelux
De PGA Benelux is een samenwerkingsverband tussen de PGA Holland, PGA of Belgium en PGA of Luxemburg en werd in 2010 opgericht. De PGA heeft ongeveer 850 leden die verspreid over ongeveer 300 golfclubs werken.
De basis is de Interland Holland - België die sinds 1930 regelmatig gespeeld wordt. In 1994 stopte dit wegens financiële problemen, maar Frank Kirsten en Bernard De Bruyckere hebben in 2007 voor een doorstart gezorgd en zijn toen ook besprekingen begonnen om de samenwerking te verbeteren.
Het eerste gezamenlijke project was de organisatie van een nieuw 36-holes toernooi in 2010. De PGA Benelux Trophy werd op 28 en 29  juli op de Limburg Golf & Country Club gespeeld. Er waren 98 deelnemers, twaalf spelers stonden na 36 holes onder par. 
Na afloop van dit toernooi werd op 29 juli 2010 het protocol getekend door de drie PGA's. Doel van de PGA Benelux is het onderlinge contact te verbeteren, gezamenlijke toernooien te organiseren en in de toekomst opleidingen en administratie te combineren. In 2011 hoopte de nieuwe PGA Benelux meer toernooien op de agenda te hebben. Er kwam in 2011 inderdaad een toernooi bij: van 3-5 mei werd de Deauville Pro-Am gespeeld. Er deden 33 pro's mee.

## Toernooien
| Jaar | Naam               | Baan                                                                           | Winnaar              | Score        | Score | Informatie                          |
| ---- | ------------------ | ------------------------------------------------------------------------------ | -------------------- | ------------ | ----- | ----------------------------------- |
| 2010 | PGA Benelux Trophy | Limburg Golf & Country Club                                                    | Hugues Joannes       | 137          | -7    |                                     |
| 2011 | Deauville Pro-Am   | Golf Barrière de Deauville Golf Blue Green d’Houlgate Golf Barrière St. Julien | Laurent Richard      | 65-66-73=204 | -10   |                                     |
| 2011 | PGA Benelux Trophy | Limburg Golf & Country Club                                                    | Robin Swane          | 67-67=134    | -10   | € 15.000 prijzengeld 106 deelnemers |
| 2012 | Deauville Pro-Am   | Golf Barrière de Deauville Golf Blue Green d’Houlgate Golf Barrière St. Julien | Sébastien Delagrange | 66-70-70=206 | -8    | Uitslag                             |
| 2012 | PGA Benelux Trophy | Limburg Golf & Country Club                                                    | Inder van Weerelt    | 68-69=137    | -7    | Uitslag                             |
| 2013 | Deauville Pro-Am   | Golf Amiraute, Deauville Golf Barrière de Deauville Golf Barrière St. Julien   | 14-16 mei            |              |       |                                     |
| 2013 | PGA Benelux Trophy | Limburg Golf & Country Club                                                    | 24-25 juli           |              |       |                                     |

Vanaf 2013 staat ook de Monday Tour, de Wouwse Plantage PGA Trophy, de PGA Matchplay op Geysteren en de Twente Cup op de agenda van de BeNeLux Tour.